# آبرالية متجانسة
آبرالية متجانسة (باللاتينية: Abralia similis) هي نوع من الإنوبلوتوثتيات رأسيات القدم، توجد في مياه المحيط الهادئ الاستوائية وشبه الاستوائية، جنوب تيار كوروشيو، وتعرف أيضاً في مياه بابوا غينيا الجديدة، و اليابان، وكيريباتي، و تونغا. هذا النوع يبدي جنسية ثنائية الشكل، تصل أطوال أغطية الإناث البالغة بين 17–30 مم، وبالمقابل تصل الأطوال في الذكور 17–22مم. المحافظ المنوية لدى الذكور طويلة نسبياً، حيث يصل طولها بين 5.2–7.7 مم. الأناث لديها خلايا بيضية صغيرة، يصل طولها 1.0 مم فقط.